# Laredo (Trujillo)
Laredo es una ciudad peruana capital del distrito homónimo de la provincia de Trujillo en el departamento de La Libertad.

## Demografía
Según el Directorio Nacional de Centros Poblados, la ciudad cuenta con una población de 25 685 habitantes para el 2017. La población distrital asciende a 37 206, y se estima que sea de 43 024 habitantes para el 2020.

## Historia
La población de Laredo había crecido y la gente tenía más viviendas, lo que llevó a las autoridades de la década de 1990, lograran que el presidente de la república de entonces promulgara en Laredo, 19 de junio de 1990, la Ley N º 25.253. Con esta ley Laredo fue elevado a la categoría política de ciudad, ampliando sus límites territoriales.
Su actual alcalde es Javier Andrés Rodríguez Vásquez, del partido político "Contigo Laredo".

## Literatura
Laredo destaca por ser la tierra del escritor José Watanabe Varas, quien fue poeta, dramaturgo, guionista y escritor de cuentos infantiles: Un perro muy raro, Lavandería de fantasmas, Don Antonio y el albatros, Don Tomás y los ratones, Andrés Nuez, entre otros.
Actualmente, la Biblioteca Municipal lleva su nombre, y está ubicada en la Histórica Plaza de Armas, donde se encuentra toda la colección literaria del reconocido poeta. Además, cuenta con una sala de lectura infantil denominada 'Bosque de libros', el cual es un ambiente cómodo y gratuito inspirado en la naturaleza, para que los niños junto con sus familias, disfruten de un agradable momento de lectura. 
Asimismo, en el año 2018, la Municipalidad Distrital de Laredo, a través del Departamento de Educación, Cultura y Deporte, lanzó con éxito el I Concurso Nacional de Cuentos Infantiles Ilustrados 'Un cuento muy raro', en homenaje al cuento 'Un perro muy raro' de José Watanabe Varas, con el objetivo de reafirmar su imagen y obra, así como revalorar a ilustradores y escritores de todo el país. El cuento ganador fue 'El chisco y la pepita' del limeño Juan Carlos Yáñez Hodgson, y una mención honrosa a 'Sisa Limachi' de la tacneña Jessica Valdez Arocutipa.

## Clima
| Parámetros climáticos promedio de Laredo | Parámetros climáticos promedio de Laredo | Parámetros climáticos promedio de Laredo | Parámetros climáticos promedio de Laredo | Parámetros climáticos promedio de Laredo | Parámetros climáticos promedio de Laredo | Parámetros climáticos promedio de Laredo | Parámetros climáticos promedio de Laredo | Parámetros climáticos promedio de Laredo | Parámetros climáticos promedio de Laredo | Parámetros climáticos promedio de Laredo | Parámetros climáticos promedio de Laredo | Parámetros climáticos promedio de Laredo | Parámetros climáticos promedio de Laredo |
| Mes                                      | Ene.                                     | Feb.                                     | Mar.                                     | Abr.                                     | May.                                     | Jun.                                     | Jul.                                     | Ago.                                     | Sep.                                     | Oct.                                     | Nov.                                     | Dic.                                     | Anual                                    |
| ---------------------------------------- | ---------------------------------------- | ---------------------------------------- | ---------------------------------------- | ---------------------------------------- | ---------------------------------------- | ---------------------------------------- | ---------------------------------------- | ---------------------------------------- | ---------------------------------------- | ---------------------------------------- | ---------------------------------------- | ---------------------------------------- | ---------------------------------------- |
| Temp. máx. media (°C)                    | 25.7                                     | 26.3                                     | 26.4                                     | 24.8                                     | 23.5                                     | 21.2                                     | 21.3                                     | 20.9                                     | 21.1                                     | 21.5                                     | 22.6                                     | 24.2                                     | 23.3                                     |
| Temp. media (°C)                         | 21.3                                     | 22.1                                     | 22.1                                     | 20.7                                     | 19.3                                     | 17.7                                     | 17.5                                     | 17.3                                     | 17.4                                     | 17.7                                     | 18.5                                     | 19.6                                     | 19.3                                     |
| Temp. mín. media (°C)                    | 16.9                                     | 17.9                                     | 17.8                                     | 16.6                                     | 15.2                                     | 14.3                                     | 13.7                                     | 13.7                                     | 13.7                                     | 14                                       | 14.4                                     | 15.1                                     | 15.3                                     |
| Fuente: climate-data.org                 |                                          |                                          |                                          |                                          |                                          |                                          |                                          |                                          |                                          |                                          |                                          |                                          |                                          |